# Teagueia alyssana
Teagueia alyssana är en orkidéart som beskrevs av Carlyle August Luer och L.Jost. Teagueia alyssana ingår i släktet Teagueia och familjen orkidéer. Inga underarter finns listade i Catalogue of Life.